# Avitta obscurata
Avitta obscurata är en fjärilsart som beskrevs av Swinhoe 1897. Avitta obscurata ingår i släktet Avitta och familjen nattflyn. Inga underarter finns listade i Catalogue of Life.